# ジメチルグリシン
ジメチルグリシン（Dimethylglycine）は、構造式では(CH3)2NCH2COOHで表されるグリシンの誘導体である。マメや肝臓で見られる。トリメチルグリシンが1つのメチル基を失うことによって形成される。また、コリンの代謝の副産物でもある。
ジメチルグリシンが最初に発見された時にはビタミンB16と呼ばれたが、実際のビタミンB群とは異なり、食物からジメチルグリシンを得られなくても病気にはならない。これはヒトの体内でもクエン酸回路で合成されるためで、ビタミンの定義には当てはまらない。

## 利用
ジメチルグリシンは運動選手のパフォーマンス向上薬や免疫増強薬、また自閉症、てんかん、ミトコンドリア病等の治療等に用いる可能性が提案されている。しかし、ジメチルグリシンがミトコンドリア病の治療に有効であるというエビデンスは存在しない。自閉症スペクトラム障害の治療に対しては偽薬とほぼ差がないとの論文も出されている。

## 生物学的活性
ジメチルグリシンはNMDA受容体のグリシン結合部位のアゴニストとして作用する。

## 合成
この化合物は、遊離アミノ酸や塩酸塩として市販されている。エシュバイラー・クラーク反応によるグリシンのアルキル化によって合成される。この反応ではグリシンは、ギ酸中で水溶性ホルムアルデヒドによって処理される。ギ酸は溶媒及び還元剤として機能する。その後塩酸を加えて塩酸塩を得る。遊離アミノ酸は、酸化銀(I)等の酸性塩で中和することにより得られる。
H2NCH2COOH + 2 CH2O + 2 HCOOH → (CH3)2NCH2COOH + 2 CO2 + 2 H2O